# 井手武右衛門
井手 武右衛門（いで ぶえもん、1858年11月29日（安政5年10月24日）- 1925年（大正14年）12月13日）は、日本の地主、政治家。衆議院議員、玄洋社社員。旧姓・田中。

## 経歴
筑後国御原郡、のちの福岡県三井郡小郡村（現小郡市）で、田中利平の二男として生まれ、1878年（明治11年）4月、御笠郡筑紫村（現筑紫野市大字下見）の大地主・井手シケの養子となり、1879年（明治12年）2月、家督を相続し井手武右衛門を襲名した。
筑紫村助役（1892年8月 - 1896年9月）、筑紫村長（1899年10月）を務め、1886年（明治19年）1月、福岡県会議員に選出され、通算4期在任した。
1904年（明治37年）3月、第9回衆議院議員総選挙に福岡県郡部から憲政本党所属で出馬して当選し、衆議院議員を1期務めた。
また、御笠銀行取締役を務めた。